# Francisco Bermejo
Francisco Javier Bermejo Caballero, conosciuto semplicemente come Fernando Bermejo (Badajoz, 9 marzo 1955), è un ex calciatore spagnolo.

## Carriera
In attività giocava come centrocampista. Con l'Atlético Madrid vinse un campionato, una coppa di Spagna e una Coppa Intercontinentale. Conta una presenza con la nazionale olimpica spagnola.

## Palmarès

### Club

#### Competizioni nazionali
- Campionato spagnolo: 1

Atlético Madrid: 1976-1977
- Coppa di Spagna: 1

Atlético Madrid: 1975-1976

#### Competizioni internazionali
- Coppa Intercontinentale: 1

Atlético Madrid: 1974